# Lars Tunbjörkpriset
Lars Tunbjörkpriset är ett fotografiskt pris som instiftades till minne av fotografen Lars Tunbjörk efter hans bortgång 2015. Priset är instiftat av Tore G Wärenstams stiftelse i Borås och delas årligen ut i samarbete med Lars Tunbjörks stiftelse till en fotograf som arbetar i Lars Tunbjörks anda. Prissumman är 25 000 kronor och pristagarna mottar även ett diplom med en bild av Lars Tunbjörk. I priset ingår även att ställa ut på Borås konstmuseum.

## Pristagare
- 2016 – Julia Lindemalm
- 2017 – Hannah Modigh[1]
- 2018 – Åsa Sjöström[2]
- 2019 – Gerry Johansson[3]
- 2020 – Elin Berge[4]
- 2021 – Leif Claesson[5]
- 2022 – Daniel Nilsson[6]
- 2023 – Pieter ten Hoopen[7]
- 2024 – Dimitris Makrygiannakis[8]